# Martin Fourichon
Martin Fourichon, né le 10 janvier 1809 à Thiviers et décédé le 24 novembre 1884 à Paris, est un officier de marine, administrateur colonial et homme politique français du XIXe siècle.

## Biographie
Il entre dans la Marine en 1824, aspirant le 20 septembre 1826, enseigne de vaisseau le 19 mars 1829, lieutenant de vaisseau le 16 mai 1833, capitaine de frégate le 1er novembre 1843, capitaine de vaisseau le 22 juillet 1848, contre-amiral le 26 février 1853, Vice-amiral le 17 août 1859 ; il est maintenu sans limite d'âge dans le cadre d'activité. 
Il est un des proches collaborateurs du général Bugeaud lors de la conquête de l'Algérie. Il occupe les fonctions de gouverneur de la Guyane de 1853 à 1854, ministre de la Marine et des Colonies de 1870 à 1871 et de 1876 à 1877. Il fut également député de la Dordogne de 1871 à 1876, puis sénateur inamovible de 1876 à 1884.
Sa nomination en Guyane intervient dans un contexte de forte tension dans la colonie entre son prédécesseur, Sarda-Garriga, et les religieux des congrégations envoyés sur place à la demande de Napoléon III. Fourichon arrive en Guyane muni d'un ordre de destitution.